# 스티븐 히
스티븐 히 오번 (Steven He O'Byrne, 1996년 12월 31일 ~ )은 아일랜드-중국 배우이자 희극 배우이다. 주로 유튜브와 틱톡의 풍자적인 코미디 스케치로 유명하다.

## 전기
1996년 12월 31일 중화인민공화국 선전시에서 태어났다. 8살 때 가족은 아일랜드의 리머릭으로 이주했다. 17세에 리젠트 대학교 런던에 다니기 위해 런던으로 이주했고, 이후 연기 학교에 다니기 위해 다시 미국으로 이주했다. 현재 그는 미국 뉴욕에 살고 있다.

## 출연 작품
- 스케머스 (2019)
- 슬로피 (2020)
- 아콰피나는 퀸즈의 노라입니다 (2020)
- 공룡 세계 (2020)
- 안녕 안녕 (2021)
- 내 신부 들러리에게 배신당하다 (2022)
- 지노르모 (2023)

## 같이 보기
- 유튜버 목록